# Florencio Luis Parreño
Florencio Luis Parreño (Málaga, 25 de agosto de 1822-Puerto Príncipe, 13 de septiembre de 1897), escritor, periodista y dramaturgo español, famoso por sus folletines históricos y de aventuras.

## Biografía
Florencio Luis Parreño nació el 25 de agosto de 1822 en Málaga, y partió a Madrid sin permiso paterno. Empleado en el Ministerio de Hacienda, fue redactor de El Eco del Comercio y de El Pueblo y director de El Fígaro, periódicos políticos.
Empezó en la literatura con dramas históricos desde 1851 y, desde 1853, en que publicó por entregas en el periódico El Enano su primera novela, La Corte y el castillo, que más adelante refundiría en El héroe y el César, compuso novelas históricas y de aventuras de intención moralizadora y católica en la línea de los folletinistas Manuel Fernández y González y Ramón Ortega y Frías. Ensalza patrióticamente las hazañas guerreras de los españoles; rechaza el naturalismo francés y de vez en cuando salpica sus obras de reflexiones moralizantes. Su lengua es castiza y correcta y su estilo, aunque sencillo, abunda en dobletes y tripletes.
Fue vicepresidente en 1869 del Círculo Magnetológico-Espiritista de Madrid, que editaba la revista quincenal El Alma.
Marchó a Cuba como empleado en el gobierno civil de Matanzas y fue nombrado secretario cuando le sorprendió la muerte en Puerto Príncipe, el 13 de septiembre de 1897.
Algunas de sus novelas aún se imprimían a mediados del siglo XX.

## Obras (incompleto)

### Narrativa
- La corte y el castillo, 1859.
- Las plagas de un pueblo. Novela histórica. Madrid: Oficina tipográfica del Hospicio, 1867, 2 Vols. Dibujos de Múgica y litografías de Donon.
- La aurora del pueblo. Madrid, Oficina Tipográfica del Hospicio, 1869, 2 vols.
- Jaime Alfonso el Barbudo, el más valiente de los bandidos españoles, 1873; segunda edición muy ampliada, Madrid: Felipe González Rojas editor, 1889-1895, 2 vols., reimpresa en dos volúmenes en Elche, 1983.
- La Inquisición, el rey y el Nuevo Mundo, novela histórica. Madrid: Tipografía de Fortanet, 1862 y 1863, 2 vols, con grabados iluminados. 2.ª ed. Madrid, Minuesa de los Rios, 1882; 2 tomos en 8º con cromolitografías.
- Los héroes del siglo XVII. Novela histórica. Madrid: Felipe González Rojas editor, 1888. 2 vols.
- La patria y sus héroes o La arrogancia española, Madrid, Felipe González Rojas editor, 1890, 2 vols.; se reimprimió al año siguiente con el título La patria y sus héroes o Arrogancia española Madrid: Edit. Felipe González Trigo., 1891.
- Barbarroja. Historia de los dos piratas más célebres del mundo Madrid: Felipe González Rojas, 2 vols.
- El Conde de Sagunto.
- Rey, duque y conspirador.
- Pedro el Temerario y la heroína zegrí, Madrid, Felipe González Rojas editor, 1888, 3 vols., con cromolitografías.
- El cáncer de la vida, Madrid: Oficina tipográfica del Hospicio, 1873, 2.ª ed. 2 vols..
- El abismo y el valle, Madrid: Oficina tipográfica del Hospicio, 1871.
- El héroe y el César, Madrid: Felipe González Rojas editor, 1885, 2 volúmenes; se considera la primera parte de La Inquisición y el Rey
- Los invencibles, el monarca y la hoguera, 1865, 2 vols. 2ª Edición: Madrid, Imprenta del Hospicio, 1875, 2 vols.
- El Conde Herman (traducción del francés).
- La Inquisición y el Rey. Novela histórica (4ª edición corregida y aumentada, Madrid, Tip.del Hospicio, 1867.
- El sino de los héroes. Novela histórica, Madrid: Felipe González Rojas Editor, 1890, 2 vols.
- El príncipe de Italia, Madrid: Tebas, 1975.

### Teatro
- Laura de Castro, Madrid: Imp. de Vicente de Lalama, 1851 (drama en verso en cuatro actos).
- La herencia de un poeta. Pieza en un acto y en verso. Madrid: El Teatro, 1852.
- El gran duque, drama en tres actos y en verso, original, Madrid: imprenta que fue de Operarios, 1852.